# Szeder Ferenc (politikus)
Szeder Ferenc (Szentes, Csongrád vármegye, 1881. január 31. – Budapest, 1952. június 13.) magyar szociáldemokrata politikus, újságíró, országgyűlési képviselő.

## Élete
Szegényparaszti családban született, Szeder Ferenc napszámos és Fenyvesi Zsuzsanna gyermekeként. A négy elemi iskolai osztály befejezése után nem tudott továbbtanulni, így cselédnek állt. 15 évesen, 1896-ban csatlakozott a Magyarországi Földmunkások Országos Szövetségéhez, majd a következő évben belépett a Magyarországi Szociáldemokrata Pártba (SZDP). Már fiatalon publikálni kezdett, több írása jelent meg a Földmívelő, a Világszabadság és a Földmívesek Lapja című újságban.
Az 1900-as évek elejétől mint kubikos, többfelé megfordult az Osztrák–Magyar Monarchia területén, sőt Németországban is dolgozott. 1910–1919 között pártjának miskolci titkára és a helyi földmunkás-szakszervezet vezetőségi tagja, valamint a Népszava munkatársa volt. Közben 1913-ban a városi munkásbiztosító pénztár tisztviselőjévé is kinevezték.
Az első világháború második évében, 1915-ben behívták katonának; a galíciai fronton megsérült, ami miatt 1918-ban rokkantként szerelték le. A tanácsköztársaság alatt a Borsod megyei direktórium tagja és mezőgazdasági megbízott volt. A kommün bukása után az intervenciós csehszlovák egységek Terezínbe internálták, majd onnan hazajutva a magyar hatóságok is letartóztatták, de perbe végül nem fogták.
1920-tól a Magyarországi Földmunkások Országos Szövetsége központi titkáraként, majd elnökeként tevékenykedett tovább. Közben visszatért szülővárosába, ahol kézbe vette a vidéki pártszervezés irányítását is; 1923-tól a pártban is az országos vezetőség tagja lett. A 30-40-es években a Szociáldemokrata Párt vezető agrárpolitikusai közé tartozott, mások mellett az ő nevéhez fűződik az 1930-as szociáldemokrata agrárprogram kidolgozása, 1934-ben, majd 1942 és 1945 augusztusa között a párt főtitkára, emellett 1936-tól ellátta a vidéki titkári feladatokat is.
1922-ben választották először országgyűlési képviselővé; az 1926. évi szavazást elveszítette, viszont 1929-től tagja lett a Pest megyei törvényhatósági bizottságnak. 1931-ben ismét országgyűlési mandátumot szerzett; 1935-ben újfent nem járt sikerrel, de 1939-ben harmadszor is képviselő lett, ezúttal a Magyar Élet Pártja Budapest környéki lajstromáról jutott be a Képviselőházba.
A német megszálláskor letartóztatták, de kalandos körülmények között sikerült megszöknie. Kevéssel utóbb a magyar rendőrség is elfogta, de mentelmi jogára tekintették; ezután Tolnára költözött és ott bujkálva várta ki a szovjet egységek megérkezését. 1945. áprilisától újból parlamenti képviselő, ugyanebben az évben a Budapesti Nemzeti Bizottság tagja, illetve 1945. decembertől a köztársasági elnök megválasztásáig a Nemzeti Főtanács tagja lett. 1947–1948 között az Országgyűlés háznagyi tisztségét töltötte be és szintén 1947-től az Országos Nemzeti Bizottság és a Pest megyei törvényhatósági bizottság tagja is volt.
Ugyancsak ebben az időszakban, 1945. augusztusa és 1948. márciusa között az SZDP főtitkárhelyetteseként, az országos vezetőség és a politikai bizottság tagjaként és egy ideig az agrárpolitikai osztály vezetőjeként tevékenykedett. Bekerült a Földmunkások és Kisbirtokosok Országos Szövetsége intézőbizottságába és visszatért a sajtóéletbe is: 1946–1948 között a Föld és Szabadság szerkesztőjeként működött.
Amikor napirendre került a szociáldemokraták egyesülése a Magyar Kommunista Párttal, azok között volt, akik ellenezte a két munkáspárt fúzióját, ezért az 1948. márciusi pártkongresszuson kizárták a pártból, majd április 26-án – sok más „jobboldalinak” bélyegzett szociáldemokratával együtt – megfosztották képviselői mandátumától.
1950. június 10-én koholt vádak alapján letartóztatták, és még ugyanazon év szeptemberben, 13-án életfogytiglani börtönbüntetésre ítélték. Budapesten raboskodott; a fizikai bántalmazások következtében rácsok mögött hunyt el. 1962. augusztus 6-án rehabilitálták. Felesége Papp Lenke volt.